# Christhard-Georg Neubert

Christhard-Georg Neubert (2010)

Christhard-Georg Neubert (* 14. November 1950 in Stadtlengsfeld) ist ein deutscher evangelischer Theologe und Vorstandsvorsitzender der Stiftung Christliche Kunst Wittenberg.

## Leben
Neubert legte, nachdem er die Schule in Potsdam beendet und die Ausbildung zum Uhrmacher 1970 abgeschlossen hatte, 1973 am Kirchlichen Oberseminar (heute Evangelisches Gymnasium Potsdam-Hermannswerder) sein Abitur ab. Von 1973 bis 1975 studierte er Theologie am Sprachenkonvikt und der Humboldt-Universität in Ost-Berlin. Nach einer Zwangspause, bevor seinem Ausreiseantrag nach Westdeutschland stattgegeben wurde, setzte er sein Studium mit den Nebenfächern Philosophie und Publizistik an der Kirchlichen Hochschule Berlin, der Freien Universität Berlin und der Universität Zürich fort. Nach dem 1. Theologischem Examen 1980 und dem zweijährigen Vikariat mit Abschluss des 2. Theologischen Examens 1983 wurde er zum Pfarrer der Evangelischen Kirche ordiniert. Von 1985 bis 1999 wirkte er als Gemeindepfarrer an der Kirche am Hohenzollernplatz in Berlin.
Seit 1987 ist Neubert im Bereich der Kunstvermittlung und als Kurator von Ausstellungen zeitgenössischer Kunst tätig. Er engagierte sich in der deutschlandweiten Citykirchenarbeit und in überregionalen Initiativen zur Förderung des Dialogs zwischen Kunst und Kirche. 1992 gehörte Neubert zu den Mitbegründern der Gesellschaft für Gegenwartskunst und Kirche–Artheon, in deren Vorstand er verschiedene Funktionen innehatte, von 2012 bis 2016 als Präsident. Neubert wurde 1999 durch die Kirchenleitung der Evangelischen Kirche Berlin-Brandenburg-schlesische Oberlausitz zum Gründungsdirektor der Kulturstiftung St. Matthäus im Berliner Kulturforum berufen und bekleidete das Amt bis 2017. Von 1999 bis 2019 war er zudem Kunstbeauftragter der Landeskirche. Im Rahmen der Kunstgottesdienstreihe Mein Psalm lud er regelmäßig Lyriker dazu ein, einen biblischen Psalm mit einer eigenen Dichtung zu reagieren. Hierzu gehörten Durs Grünbein, Jan Wagner, Christian Lehnert, Nora Gomringer, Uljana Wolf, Uwe Kolbe, Marica Bodrozic, Lutz Seiler, Monika Rinck, Ulf Stolterfoht, Anja Utler, Norbert Hummelt, Nadja Küchenmeister und Daniela Seel.
Er war von 2000 bis 2017 Herausgeber der Edition St. Matthäus. Schriftenreihe der Stiftung St. Matthäus. Als Autor veröffentlichte er verschiedene Schriften im Themenbereich von Kunst und Kirche. Weiterhin ist er ständiger Mitarbeiter in überregionalen Stiftungen und Initiativen zur Förderung des Dialogs zwischen Kunst, Kirche und Gesellschaft. Gemeinsam mit der Berliner Kunsthistorikerin Brigit Blass-Simmen, Vorstandsvorsitzende des Kaiser Friedrich Museumsvereins und in Zusammenarbeit mit der Gemäldegalerie (Berlin) der Staatlichen Museen zu Berlin begründete Neubert 2002 die Vortragsreihe Christliche Bildbetrachtung. Auf seine Einladung hin schuf der israelische Bildhauer Micha Ullman 2012 die Bodenskulptur Stufen in der St. Matthäus-Kirche. Auf seine Initiative und Begleitung geht die Lichtinstallation des US-amerikanischen Künstlers James Turrell in der Kapelle des Dorotheenstädtischen Friedhofs in Berlin-Mitte zurück. Seit Sommer 2020 ist Neubert Vorstandsvorsitzender der Stiftung Christliche Kunst Wittenberg.
Neubert ist seit 1976 mit der Zahnärztin Waltraut Neubert, geborene Renn, verheiratet. Das Paar hat zwei erwachsene Kinder.

## Veröffentlichungen (Auswahl)
- Christhard-Georg Neubert, Gerhard Schlotter (Hrsg.): SinnZeichen. Die Fenster von Johannes Schreiter in der Grunewaldkirche zu Berlin. 2005, ISBN 3-7954-1768-6
- Petra Bahr, Christhard-Georg Neubert (Hrsg.): Ein Gast auf Erden. Annäherung an Paul Gerhardt. 2007, ISBN 978-3-938704-08-0
- Christhard-Georg Neubert (Hrsg.): Alfred Lichter. Ecce Homo und imaginäre Horizonte. Berlin 2003, ISBN 3-9807912-5-4
- Christhard-Georg Neubert (Hrsg.): Norbert Frensch – Malerei. Berlin 2004, ISBN 3-9807912-6-2
- Sich auf den Weg machen – Zur Bedeutung von Kirche und Kultur morgen. In: Olaf Zimmermann und Theo Geißler (Hrsg.): Die Kirchen, die unbekannte kulturpolitische Macht. 2007, ISBN 978-3-934868-14-4, S. 37f
- Sich vergewissern gegen die Sinnlosigkeit. Bemerkungen zum Altarbild ‚Mneme‘ von Harald Gnade. In: Beatrice E. Stammer (Hrsg.): Harald Gnade. Bilder und Zeichnungen. Ars momentum Witten 2006, ISBN 3-938193-27-1
- Eine Einladung, teilzunehmen. Für Micha Ullman. In: V. Matthias Flügge, Anne C. Jüdes, Christhard-Georg Neubert (Hrsg.): Micha Ullman, Stufen. Berlin 2012, ISBN 978-3-944007-00-7
- Kritisches Wissen um das Ideal. Einige Anmerkungen zur bildhauerischen Arbeit von Madelaine Dietz. In: Dein Plan für das Paradies. Madelaine Dietz. Sakrale Räume, Verlag Schnell und Steiner, Regensburg 2015, S. 50 ff, ISBN 978-3-7954-2806-8
- Christa Dichgans „Gott sei Dank“. In: Christa Dichgans. Texte zu Bildern. Contemporary Fine Arts, Berlin, Daniel Blau, München 2016, ISBN 978-3-7774-2703-4
- Das Licht bringt es an den Tag. Die temporäre Skulptur ‚Restlicht‘ von Werner Mally. In: Werner Mally, Restlicht. Eine temporäre Gedenkskulptur. München 2017, ISBN 978-3-422-07438-5
- ‚Das Wunder schauen‘. Notizen zu den farbigen Glasfenstern von Achim Freyer in der Kirche Am Hohenzollernplatz in Berlin. Achim Freyer. Zum Raum wird hier die Zeit. Berlin 2017, ISBN 3-946688-29-2
- Transformation und partizipative Weite. In: Frizzi Krella, Christhard-Georg Neubert (Hrsg.): DEKALOG. LOST WORDS. Chiharu Shiota: Zur Ausstellung in der Berliner Nikolaikirche. 2018, ISBN 978-3-7356-0447-7
- Hier kommt die Welt in die Kirche und die Kirche ist mitten in der Welt. In: Holger Bentele, Barbara Hustedt, Axel Steinbach und Martin Vogel (Hrsg.): Demokratie leben. Fest im Glauben – klar im Reden. Ein Debattenbuch für Markus Dröge. Berlin 2019, ISBN 978-3-88981-532-3
- In der Farbe gehen. Das Lichthaus von James Turrell in Berlin. In: Martin Ernerth/Jörg Kuhn (Hg.), Der Dorotheenstädtische Friedhof. Prominente Geschichte in der Mitte Berlins. Verlag für Berlin-Brandenburg. Berlin 2019, ISBN 978-3-947215-49-2